# Thorsten Bartzok
Thorsten Bartzok (* 10. Februar 1987 in Essen) ist Leistungssportler und Deutschland Cup Sieger 2019 im Quadrathlon. Er ist inoffizieller Weltrekordhalter für die schnellste Befahrung des Rheins in einem Muskel-betriebenen Boot.

## Leben
Thorsten Bartzok machte 2006 in Essen sein Abitur. Nach dem Zivildienst in der Franz Sales Förderschule nahm er 2007 das Studium der Raumplanung an der TU Dortmund auf. Nach drei Semestern wechselte er zum Wintersemester 2008/2009 zur Ruhr-Universität Bochum und begann das Studium der Sportwissenschaft und Geographie auf Lehramt. Im Verlauf seines Studiums gründete er im Jahr 2008 das Unternehmen Companytrip. Nach dem Abschluss des M.Ed. in den Fächern Sportwissenschaft, Geographie und Erziehungswissenschaften im Jahr 2015 hat er das Unternehmen bis 2019 erfolgreich geführt. Im August 2019 gründete Bartzok ein Unternehmen, das Mentaltraining für Sportler, Trainingspläne für Ausdauersportler, Sportcoaching und eine Leistungsdiagnostik anbietet.
Im Kanuslalom war Bartzok bis in das Jahr 2006 aktiv. Hier errang er 2005 mit seinem Zweier-Canadier-Partner Niklas Hilmes Platz 4 bei den deutschen Juniorenmeisterschaften.
2017 fuhr Bartzok in 6 Tagen, 11 Stunden und 34 Minuten die 1.161 km lange Strecke von Chur bis Hoek von Holland in einem Kanu und ist damit inoffizieller Weltrekordhalter.
Bartzok gewann 2019 den Deutschland Cup im Quadrathlon, der von Mai bis August in neun Wettbewerben ausgetragen wurde. Der Wettbewerb am 2. Juni in Hannover zählte gleichzeitig als deutsche Meisterschaft auf der Mittelstrecke über 1,9 km Schwimmen, 20 km Radfahren, 5 km Kayak und 4,2 km Rennen, hier wurde Bartzok Zweiter. Am Tag zuvor gewann er das Deutschlandcup-Rennen über die Kurzdistanz über 0,75 km Schwimmen, 20 km Radfahren, 10 km Kayak und 10 km Rennen. Daneben ist Bartzok auch Mitglied der deutschen Nationalmannschaft im Quadrathlon. Seit September 2019 ist Bartzok Mitglied des Cube Co Pilot Teams.